# Le Bloemenwerf
Le Bloemenwerf est une villa de style Art nouveau située à Uccle (Bruxelles) construite en 1895 par Henry Van de Velde (1864-1957) et son épouse Maria Sèthe

## Historique
La villa le Bloemenwerf (en français : la cour des fleurs) est la première réalisation de Henry Van de Velde en tant qu'architecte. En 1895, il a déjà 31 ans et s'est consacré aux beaux-arts et principalement à la peinture. À partir de cette réalisation, Henry Van de Velde se tournera davantage vers l'architecture intérieure et extérieure d'abord dans son pays natal, la Belgique puis en Allemagne.
Cette maison, Van de Velde la voudra fonctionnelle mais aussi rationnelle. Elle sera sa résidence particulière (avec sa femme Maria Sèthe et leur enfant), leur servira d'atelier avec ses collaborateurs et de centre de réunions avec l'élite intellectuelle et artistique européenne de l'époque. Maria Sèthe en dessine les jardins, et le couple réalise les papiers peints. Henry Van de Velde quittera le Bloemenwerf  pour l'Allemagne en 1900.

## Architecture
Le cadre où est édifiée cette demeure est tout à fait différent des lieux urbains et parfois exigus où Victor Horta, Gustave Strauven ou Paul Hankar bâtirent la plupart de leurs immeubles. Uccle, à la fin du XIXe siècle, est encore la campagne aux portes de Bruxelles. La villa de forme polygonale fut construite sur un grand terrain pentu et arboré (Maria Sèthe est la conceptrice du jardin à l'anglaise) situé avenue Vanderaey au n° 102 à Uccle. L'arrière de la propriété aboutit à la rue Colonel Chaltin.
L'aspect extérieur du Bloemenwerf évoque un cottage anglais. La façade principale est recouverte de briques enduites de couleur blanche. Les baies vitrées sont entièrement divisées par des petits bois droits d'une couleur bleue-mauve divisant les vitres en carrés. Les baies latérales de la façade (aux linteaux légèrement courbes) sont complétées par des volets ajourés de la même teinte. 
La particularité la plus visible de cette façade consiste en la présence de trois pignons lattés aux lignes brisées. On note aussi l'apport d'un grand auvent recouvert d'ardoises protégeant l'entrée principale qui se trouve sur une terrasse précédée de 6 marches et de deux lions semblant monter la garde. Les autres côtés sont occupés entre autres par une véranda ou encore une logette en sous-toiture.
La villa a été conçue autour d'un puits de lumière qui inonde la partie centrale du bâtiment. Bien que minimaliste, la décoration intérieure est très raffinée avec le souci du moindre détail.

## Patrimoine
La villa est la première des œuvres architecturales d'Henry Van de Velde et Maria Sèthe reprises depuis 2008 sur la liste indicative du patrimoine mondial de l'UNESCO sous le n° 5356.

## Sources et liens externes
- L'œuvre architecturale d'Henry Van de Velde, sur le site UNESCO Convention du patrimoine mondial
- La route européenne de « l'œuvre architecturale »(Archive.org • Wikiwix • Archive.is • Google • Que faire ?) d'Henry van de Velde
- « L’œuvre architecturale d’Henry van de Velde - UNESCO World Heritage Centre », sur UNESCO Centre du patrimoine mondial (consulté le 11 novembre 2021)